# Good Riddance (Time of Your Life)
"Good Riddance (Time of Your Life)" é um single da banda americana Green Day, do álbum Nimrod. Foi lançado em 1997 pela gravadora Reprise Records.
Na versão do álbum, bem no início, Billie Joe Armstrong erra na guitarra tocando a 3ª corda ao invés da 4ª (no acorde aberto de sol maior). Ele então tenta novamente, e comete o mesmo erro, murmurando "fuck!". Só na terceira tentativa ele toca a corda certa. Entre as tentativas, é possível ouvir a marcação do metrônomo.

## Faixas

### CD 1
1. Time of Your Life (Good Riddance) - 2:34
2. Suffocate - 2:47
3. You Lied - 2:25

### CD 2
1. Good Riddance (Time of Your Life)
2. Desensitized
3. Rotting

### CD (Estados Unidos)
1. Time of Your Life (Good Riddance) (remix) - 2:34
2. Desensitized - 2:47
3. Rotting - 2:50

## Tabelas
| Paradas (1997–1998)                                | Melhor posição |
| -------------------------------------------------- | -------------- |
| Austrália (ARIA)                                   | 44             |
| Austrália (ARIA)                                   | 2              |
| Canadá (RPM Top Singles)                           | 5              |
| Canadá (RPM Adult Contemporary)                    | 24             |
| Canadá (RPM Rock/Alternative)                      | 7              |
| Europa (Eurochart Hot 100)                         | 35             |
| Islândia (Íslenski Listinn Topp 40)                | 5              |
| Irlanda (IRMA)                                     | 30             |
| Nova Zelândia (Recorded Music NZ)                  | 40             |
| Escócia (Scottish Singles Chart)                   | 9              |
| Reino Unido (UK Singles Chart)                     | 11             |
| Estados Unidos (Billboard Radio Songs)             | 11             |
| Estados Unidos (Billboard Adult Alternative Songs) | 4              |
| Estados Unidos (Billboard Adult Top 40)            | 11             |
| Estados Unidos (Billboard Alternative Airplay)     | 2              |
| Estados Unidos (Billboard Mainstream Rock)         | 7              |
| Estados Unidos (Billboard Mainstream Top 40)       | 13             |

| Paradas (2015)                                | Melhor posição |
| --------------------------------------------- | -------------- |
| Estados Unidos (Billboard Digital Song Sales) | 50             |
| Estados Unidos (Billboard Rock Digital Songs) | 30             |

## Descrição do clipe
No clipe da música, Billie Joe Armstrong, aparece tocando violão no seu quarto, com fotos rasgadas no chão.Aparecem também várias cenas de pessoas comuns olhando para o nada, com caráter pensativo.Apesar do álbum Nimrod não ter feito tanto sucesso como álbuns anteriores, como Dookie, Good Riddance (Time of Your Life) foi o single recordista de vendas no mundo todo, e permanece nessa posição até hoje.